# Rougemont (Vaud)
Rougemont (antiguamente en alemán Rötschmund y Retschmund) es una comuna suiza del cantón de Vaud, situada en el distrito de Riviera-Pays-d'Enhaut. Limita al norte con la comuna de Charmey (FR), al este y sur con Saanen (BE), y al oeste con Château-d'Œx.
La comuna hizo parte hasta el 31 de diciembre de 2007 del distrito de Pays d'Enhaut, círculo de Rougemont.

## Transporte
- línea ferroviaria Montreux-Oberland bernés (MOB)
- Autopista A6 Berna-Interlaken, Salida Wimmis - Zweisimmen- Château-d'Œx.
- Autopista A9 Lausana-Brig, Salida Aigle - Col des Mosses - Château-d'Œx.
- Autopista A12 Vevey-Berna, Salida Bulle - Château-d'Œx.